# Estany de Coll Roig
L'Estany de Coll Roig és un estany del Pirineu, situat a 2.434,1 m alt en el terme comunal de Dorres, a l'Alta Cerdanya, de la Catalunya del Nord.
És a prop de l'extrem nord del terme comunal al qual pertany, a prop al sud-est del Puig Oriental de Coll Roig.
L'Estany de Coll Roig és un destí sovintejat per les rutes excursionistes del sud del Massís del Carlit. Al costat oriental de l'estany hi ha un abric (refugi de muntanya), i al nord-occidental, una zona de molleres.